# Silvio Danini
Silvio Valentin Ambrosievitj Danini, född 1867 i Charkov, död den 11 januari 1942 i Leningrad (under den tyska belägringen som varade mellan september 1941 och januari 1944), var arkitekt och son till poeten Ambrosio Danini som kom från norra Italien. Familjen flyttade till Poltava 1879 där Danini studerade vid gymnasiet för att sedan flytta till Sankt Petersburg där han påbörjade sin konstnärliga studier vid akademin för konst.
I början av 1890-talet blev Danini inbjuden att bli assistent åt arkitekten Aleksandr Krasovskij (1848-1923) för att återuppbygga den nordvästra flygeln av Vinterpalatset för tsar Nikolaj II.
1894 blev Danini inbjuden till Tsarskoje Selo för att arbeta med dekorationen av Sankta Katarinakyrkan som sedermera förstördes den 5 juni 1939. 
1896 flyttade Danini till Tsarskoje Selo och kom att arbeta under kejsare Nikolaj II. 
Danini byggde och restaurerade samt planerade olika palatsbyggnader mellan 1896 och 1919, men även skolor, kyrkor, elektriska kraftstationer, sjukhus etc.  Mellan 1896 och 1898 byggde Danini en huvudbyggnad för stadens elektriska kraftstation. Dessutom lät han designa järngrindarna till entrén för Aleksandrpalatset.